# Сингх, Удхам
Удхам Сингх Кулар (англ. Udham Singh Kular, 4 августа 1928, Сансарпур, Британская Индия — 23 марта 2000, Сансарпур, Индия) — индийский хоккеист (хоккей на траве), нападающий. Трёхкратный олимпийский чемпион 1952, 1956 и 1964 годов, серебряный призёр летних Олимпийских игр 1960 года. 

## Биография
Удхам Сингх родился 4 августа 1928 года в индийской деревне Сансарпур.
Играл в хоккей на траве за команду полиции Пенджаба.
В 1948 году должен быть выступать за сборную Индии по хоккею на траве на Олимпийских играх в Лондоне, однако из-за травмы пальца не смог сыграть на турнире.
Играл за национальную команду в 1949—1964 годах. Трижды был её капитаном, впервые — в 1953 году в туре по Варшаве, затем в турах европейских и восточноафриканских команд по Индии и туре индийцев по Австралии и Новой Зеландии.
В 1952 году вошёл в состав сборной Индии по хоккею на траве на Олимпийских играх в Хельсинки и завоевал золотую медаль. Играл на позиции нападающего, провёл 2 матча, мячей не забивал. 
В 1956 году вошёл в состав сборной Индии по хоккею на траве на Олимпийских играх в Мельбурне и завоевал золотую медаль. Играл на позиции нападающего, провёл 5 матчей, забил 14 мячей (семь в ворота сборной США, четыре — Афганистану, два — Сингапуру, один — Объединённой германской команде).
В 1960 году вошёл в состав сборной Индии по хоккею на траве на Олимпийских играх в Риме и завоевал серебряную медаль. Играл на позиции нападающего, провёл 6 матчей, забил 1 мяч в ворота сборной Великобритании. 
В 1964 году вошёл в состав сборной Индии по хоккею на траве на Олимпийских играх в Токио и завоевал золотую медаль. Играл на позиции нападающего, провёл 1 матч, мячей не забивал. 
Сингх — один из семи индийских хоккеистов, которые трижды выигрывали олимпийское золото (наряду с Ричардом Алленом, Дхианом Чандом, Ранганатханом Фрэнсисом, Балбиром Сингхом, Лесли Клаудиусом, Рандхиром Сингхом Джентлом). Однако только он и Клаудиус помимо трёх золотых имеют ещё и серебряную олимпийскую медаль.
В 1965 году удостоен премии «Арджуна» — одной из главных в Индии, вручаемой спортсменам.
Был универсальным нападающим: чаще всего действовал в центре, но мог играть и на флангах как крайнего форварда, так и инсайда. Кроме того, мог играть в центре полузащиты.
По окончании игровой карьеры работал тренером. Тренировал сборную Индии в 1968 году на Олимпиаде в Мехико, где она завоевала золото, и в 1970 году на летних Азиатских играх, когда индийцы выиграли серебро.
Умер 23 марта 2000 года в Сансарпуре.